# Centre de sociologie des organisations
Pour les articles homonymes, voir CSO.
Ne doit pas être confondu avec Centre de sociologie de l'innovation.
Le Centre de sociologie des organisations (CSO) est un laboratoire de recherche en sciences sociales. Il s'agit d'une unité mixte de recherche de Sciences Po Paris et du Centre national de la recherche scientifique.
Le CSO rassemble une équipe de 28 chercheurs et enseignants-chercheurs (CNRS, FNSP, professeurs des universités) dont 3 émérites, 26 doctorants, 5-6 post-doctorants par an, 7 personnels de soutien à la recherche et une trentaine de chercheurs associés.

## Axes de recherche
Les recherches qui y sont conduites portent sur un large éventail d’objets, souvent abordés sous un angle comparatif, et en prise avec les évolutions de nos sociétés contemporaines.[précision nécessaire] Elles s’organisent à partir de 2017 autour de 5 axes, qui entendent inscrire ces objets dans des questionnements sociologiques :
- Droit, normes et régulation ;
- Travail, emploi et profession ;
- Gouvernance et organisations économiques ;
- Savoirs, science et expertise ;
- Action publique et transformations de l’État.

## Histoire

### Création
Le CSO est fondé en 1964 par Michel Crozier, autour d’un programme de recherche consacré à l’administration française. Centré à l'origine sur la sociologie des organisations, il est très marqué par l'empreinte de Crozier et Erhard Friedberg.
Selon Crozier, dans les années 1960, « le CSO fut affecté, dans une moindre mesure que la plupart des autres groupes de recherche, par la fièvre gauchiste qu'entraîna la révolution de 68 ». Le CSO participe à la création du DEA de sociologie de l'IEP. Sous la direction d'Alain Lancelot, le CSO voit ses effectifs augmenter.
Dans Comment s'invente la sociologie, Luc Boltanski, Jeanne Lazarus et Arnaud Esquerre retracent l'histoire du CSO et soulignent son caractère singulier dans le champ des laboratoires de sociologie, dans la mesure où il a été marqué par des dominantes relatives aux organisations et à la sociologie politique.

### Développement
Le centre jouit d'une influence importante dans le milieu de la sociologie française,. La fabrique interidisciplinaire: Histoire et science politique (2015), dirigé par Michel Offerlé et Henry Rousso, souligne l'influence que le centre a eu dans le domaine de la science politique. Cette prépondérance aurait conduit à l'accentuation d'un certain nombre de biais dans la science politique française électorale : « Il est probable que l'empreinte très forte des analyses du Centre de sociologie des organisations en science politique n'a pas encouragé la prise en compte de ces questions [relatives à la sociologie politique locale] et a conduit à postuler l'apolitisme sans vraiment l'interroger ».
Il a fêté ses 50 ans en 2014, lors d’un colloque qui a retracé l’évolution de ses thématiques de recherche et cadres d’analyse. Après avoir été affilié uniquement au CNRS, il a rejoint Sciences Po en 2001 comme unité mixte.
Bruno Latour est rattaché au CSO durant les années 2000 et 2010. Le centre déménage à l'hôtel de l'Artillerie lors de son inauguration comme campus de l'IEP.

## Direction
Ont succédé à Michel Crozier à la direction du CSO, Catherine Grémion (de 1985 à 1993), Erhard Friedberg (de 1993 à 2007), Christine Musselin (de 2007 à 2013) et Olivier Borraz depuis 2013.

## Liste des chercheurs membres du CSO
- Jérôme Aust
- Anne-Laure Beaussier
- Daniel Benamouzig
- Henri Bergeron
- Olivier Borraz
- Sylvain Brunier
- Patrick Castel
- Marie-Emmanuelle Chessel
- Renaud Crespin
- Didier Demazière
- Sophie Dubuisson-Quellier
- Pierre François
- Martin Giraudeau
- Léonie Henaut
- Jean-Noël Jouzel
- Bruno Latour
- Jeanne Lazarus
- Emmanuel Lazega
- Claire Lemercier
- Emmanuelle Marchal
- Christine Musselin
- Etienne Nouguez
- Jérôme Pelisse
- Olivier Pilmis
- Gwenaële Rot
- Sean Safford
- Marie-Laure Salles-Djelic
- Michael Storper